# Bubble Puppy
Bubble Puppy es un grupo de rock psicodélico formado en 1964 en Estados Unidos. Se disolvieron en 1971.

## Historia
Bubble Puppy se formaron en 1964 en Austin, Texas (Estados Unidos) por Rod Prince y Roy Cox. Buscando formar una gran banda de rock basada en duelos entre dos guitarras solistas, Prince y Cox reclutaron a Todd Potter, un gimnasta, saxofonista y guitarrista. Con la adición final de Danny Segovia se completó la primera formación del grupo. Su concierto de debut fue actuar como teloneros de The Who en Austin.
Después de varios cambios de formación, ésta quedó con Rod Prince y Todd Potter como guitarras solistas, Roy Cox al bajo y David "Fuzzy" Fore a la batería. En 1967, Bubble Puppy firmaron un contrato con la discográfica International Artists (Houston), que tenía a grupos en nómina como 13th Floor Elevators o The Red Krayola.
En 1968, la banda tuvo un éxito menor gracias a la canción "Hot Smoke & Sasafrass". A pesar de que el sencillo fue muy popular en Europa, pasó bastante desapercibido en los Estados Unidos, donde llegó a estar en el puesto 14 de las listas estadounidenses. Este relativo poco éxito en su país, provocó fricciones entre el grupo e International Artists, así como la negativa del sello a licenciar el sencillo para que Apple Records (la compañía de The Beatles) lo editase en el Reino Unido.
En 1969 la banda editó el que fue su único LP, A Gathering of Promises. Tras nuevos enfrentamientos con la compañía (esta vez por motivos financieros), Bubble Puppy deciden abandonar International Artists. Contrataron con Nick St. Nicholas como mánager (entonces, bajista de Steppenwolf), quien les convenció para mudarse a Los Ángeles. Cambiaron el nombre por Demian y firmaron un contrato con ABC-Dunhill. Con este nuevo nombre publicaron un único disco, Demian (1971). De nuevo fallaron en las listas, por lo que finalmente se separaron.
Los miembros continuaron en activo en el mundo de la música, Potter y Prince tocaron con Sirius a finales de los 70. Fore siguió tocando la batería en el grupo tejano de punk rock D-Day, y fue coautor de su éxito "Too Young to Date".
El nombre "Bubble Puppy" fue tomado de "Centrifugal Bumble-Puppy", un juego infantil que aparece en la novela Un mundo feliz (1932) de Aldous Huxley. Demien fue obtenido de la novela de Herman Hesse Demian (1919) y "Hot Smoke & Sasafrass" era un verso tomado de un episodio de la serie de televisión "The Beverly Hillbillies".

## Miembros
- Rod Prince: guitarra rítmica y voz.
- Roy Cox: bajo y voz.
- Todd Potter: guitarra solista y voz.
- David " Fuzzy " Fore: batería y voz.

## Discografía

### Como Bubble Puppy
- "Hot Smoke & sasafrass" (International Artists, 1968). Single.
- A Gathering of Promises (International Artists, 1969). LP.

### Como Demian
- Demian (ABC-Dunhill, 1971). LP.